# Torre Bauer

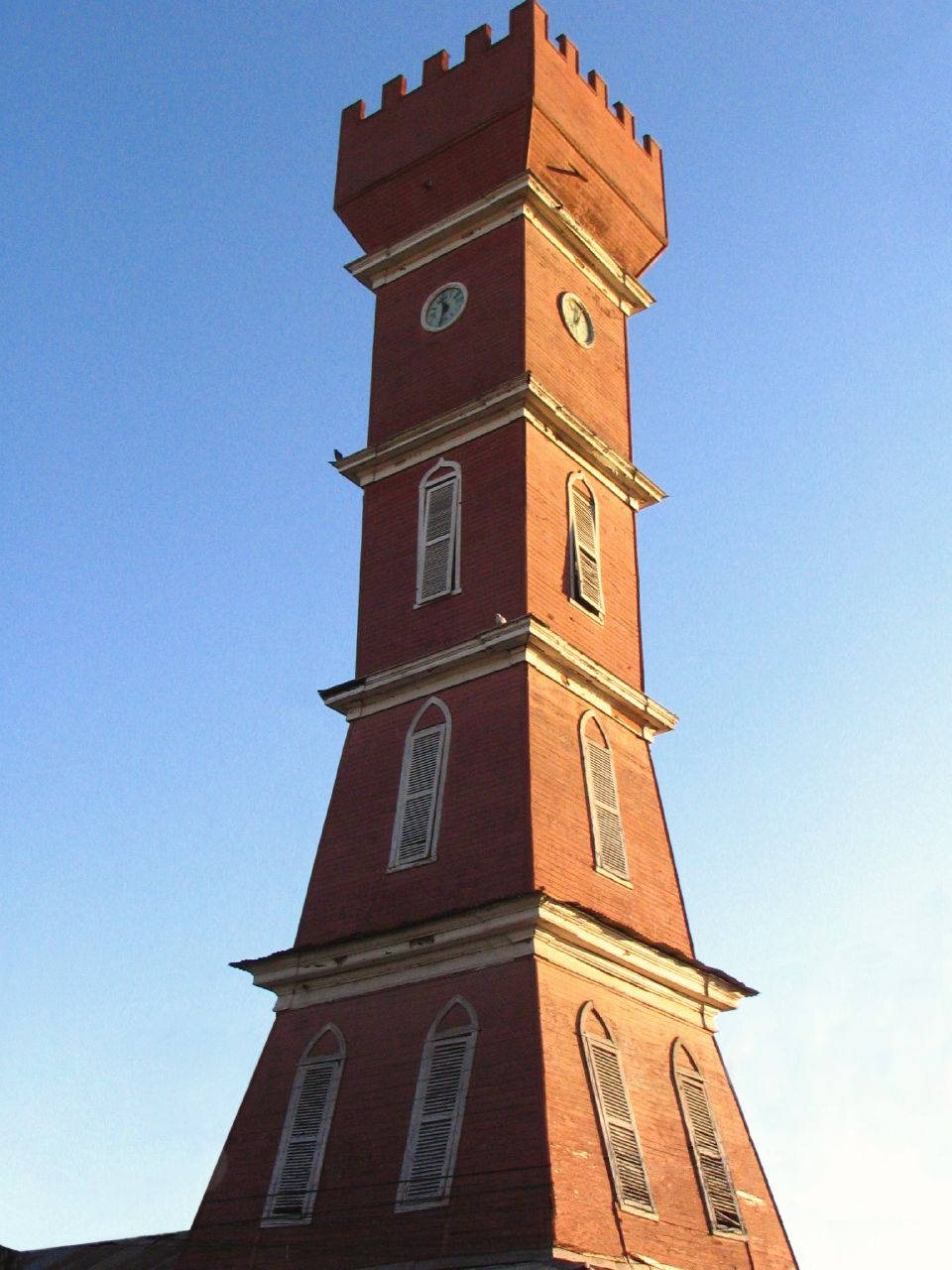
Vicuña, Torre Bauer

Der Torre Bauer (deutsch Bauer-Turm) ist ein Bauwerk in der chilenischen Stadt Vicuña. Durch sein charakteristisches Design, seine rote Farbe und seine Höhe von 28 Metern – was es zum höchsten Gebäude der Stadt macht – ist es ein Wahrzeichen des Elqui-Tals.

## Geschichte
Der Bau des Turms erfolgte auf Initiative von Adolfo Bauer Kallahardt (1857–1911), eines chilenisch-deutschen Geschäftsmanns und damaligen Bürgermeisters von Vicuña, der beschloss, einen Turm auf dem alten Stadtrand an der Kreuzung der Straßen San Martín und Gabriela Mistral errichten zu lassen. Das Design des Turms soll von den mittelalterlichen Bauten der Stadt Ulm inspiriert sein, aus der Bauer stammte. Die Arbeiten begannen im August 1904 unter der Leitung von Jacinto Segundo Pleitt, und im Oktober desselben Jahres wurde die Uhr installiert, die über Fernando Cuevas in Deutschland in Auftrag gegeben wurde.
Der Torre Bauer wurde 2010 anlässlich des 105. Jahrestages seiner Einweihung auf einer von Correos Chile herausgegebenen Briefmarke verewigt.